# 及川裕奨
及川 裕奨（おいかわ ゆうしょう、1981年7月29日 - ）は、日本の競輪選手、自転車競技選手である。岩手県奥州市（旧水沢市）出身。岩手県立水沢高等学校卒業。日本競輪学校第86期卒業。日本競輪選手会青森支部所属。師匠は父である及川章喜。身長176cm。血液型A型。

## 来歴
- 父・章喜（39期・引退）の影響を受け中学生の頃から競輪選手を目指し、中学時代は陸上に専念する（平成7年岩手県通信陸上競技大会低学年男子4×100mリレー第1位、平成7年岩手県中総体陸上2年男子100m第3位）。
- 高校は、自転車部の無い水沢高等学校に進学。登校前と下校後に父とのマンツーマン練習で技術を磨き、86回生として競輪学校に入学を果たす。
- 2001年8月3日取手競輪場でデビュー（5・失）。
- 2001年9月6日花月園競輪場で初勝利。
- 2002年1月4日前橋競輪場でB級初優勝（1・1・1）。
- 2003年2月10日前橋競輪場でA級初優勝（1・1・1）。
- 2003年7月S級（2班）昇級。
- 2007年9月9日和歌山競輪場で通算100勝達成。世界大会での活躍が認められ、2007年度日本自転車振興会優秀選手表彰式にて国際賞を受賞。

自転車トラック競技（1kmタイムトライアル）にも本格的に取り組んでいる。2007～2008日本自転車競技連盟トラック競技強化指定選手。

## 自転車競技での戦績
- 2006年ドーハアジア大会・1kmタイムトライアル銀メダル（1分4秒775）
- 2007年トラックワールドカップ・第3戦ロサンゼルス・1kmタイムトライアル銅メダル（1分4秒814）
- ACCトラックアジアカップ2007・第2戦タイランド・1kmタイムトライアル1位（1分5秒817）